# Vertrag über eine Verfassung für Europa

Die EU nach der Erweiterung 2004

Der Vertrag über eine Verfassung für Europa (VVE) war ein 2004 unterzeichneter, aber nicht in Kraft getretener völkerrechtlicher Vertrag, durch den das politische System der Europäischen Union reformiert werden sollte.
Insbesondere sollte er der Europäischen Union eine einheitliche Struktur und Rechtspersönlichkeit geben und die bis dahin gültigen Grundlagenverträge (vor allem EU-, EG- und Euratom-Vertrag) ablösen; die bisherige formale Unterteilung in EU und EG sollte entfallen. Gegenüber dem bisher gültigen Vertrag von Nizza sollte die EU zusätzliche Kompetenzen erhalten. Außerdem sollte ihr institutionelles Gefüge geändert werden, um sie demokratischer und handlungsfähiger zu machen.
Der Entwurf eines EU-Verfassungsvertrags wurde 2003 von einem Europäischen Konvent erarbeitet und am 29. Oktober 2004 in Rom feierlich von den Staats- und Regierungschefs der EU-Mitgliedstaaten unterzeichnet.
Er sollte ursprünglich am 1. November 2006 in Kraft treten. Da jedoch nach gescheiterten Referenden in Frankreich und den Niederlanden nicht alle Mitgliedstaaten den Vertrag ratifizierten, erlangte er keine Rechtskraft. Stattdessen schlossen im Dezember 2007 die europäischen Staats- und Regierungschefs unter portugiesischer Ratspräsidentschaft den Vertrag von Lissabon ab, der am 1. Dezember 2009 in Kraft trat. Ein erneutes französisches oder niederländisches Referendum im Zuge dessen fand nicht statt.

## Gliederung des Verfassungsentwurfs
Der Vertrag über eine Verfassung für Europa gliederte sich in eine Präambel, vier Teile des Vertrages und Protokolle.
Präambel 
Die Präambel nahm, „in der Gewissheit, dass die Völker Europas […] entschlossen sind, […] immer enger vereint ihr Schicksal gemeinsam zu gestalten“, Bezug auf die „kulturellen, religiösen und humanistischen Überlieferungen Europas“. Der erste Satz der Präambel des ursprünglich vom Konvent vorgelegten Verfassungsentwurfs bestand aus einem Zitat von Thukydides (II, 37) und lautete: „Die Verfassung, die wir haben … heißt Demokratie, weil der Staat nicht auf wenige Bürger, sondern auf die Mehrheit ausgerichtet ist.“ Der Gebrauch dieses Zitates war jedoch aufgrund des mehrdeutigen Kontextes bei Thukydides umstritten. Es wurde daher in der Regierungskonferenz zur Ausarbeitung des Verfassungsvertrages gestrichen.
Teil I: Grundsätze 
Der erste Teil der Verfassung regelte die Grundsätze der Europäischen Union. Er beinhaltete die Definition und die Ziele der Union, ihre Zuständigkeiten, politischen Organe und Symbole sowie die Grundsätze ihrer Finanzierung und die Regelungen zu Beitritt und Austritt aus der Union. Der Teil I der Verfassung war jedoch aus sich heraus nicht abschließend und nur mit den anderen Teilen der Verfassung in einer Gesamtschau zu verstehen.
Teil II: Charta der Grundrechte 
Im zweiten Teil wurden die Grundrechte für die Bürger der Europäischen Union festgeschrieben. Die Grundrechtecharta war bereits 1999 bis 2000 von einem ersten Konvent unter Leitung von Roman Herzog erarbeitet, aber bis dahin noch nicht in das Europäische Vertragswerk integriert worden. Sie orientiert sich an der Europäischen Menschenrechtskonvention, insbesondere die Grundrechtsschranken leiten sich teilweise aus dieser ab.
 Teil III: Die einzelnen Politikbereiche 
Der dritte Teil des Verfassungsvertrages war der umfangreichste. Die hier festgelegten Regeln sollten die des früheren EG-Vertrags ersetzen, wobei der Konvent außer der Einarbeitung inhaltlicher Neuerungen auch die bestehenden Paragraphen redaktionell anpasste und neu strukturierte, um den Text verständlicher zu machen. Dieser Teil regelte vor allem die Abläufe und Details der in Teil I festgelegten Grundsätze. Insofern wäre Teil III für die alltägliche Praxis der EU-Aktivitäten entscheidend gewesen.
 Teil IV: Übergangs- und Schlussbestimmungen 
Teil IV des Verfassungsvertrages regelte Übergangs- und Schlussbestimmungen, etwa das Verfahren bei künftigen Verfassungsänderungen.
Protokolle:
Die dem Verfassungstext nachfolgenden fünfunddreißig Protokolle sollten ausdrücklich Teil der Verfassung sein (Art. IV-442 VVE ex Art. 311 EGV). Sie enthielten u. a. wichtige Regelungen zur Sicherung der Subsidiarität wie Klage- und Einspruchsrechte der nationalen Parlamente oder Machtfragen wie die Stimmenverteilung in Rat und Parlament. Die Änderungen zur beibehaltenen Europäischen Atomgemeinschaft wurden in dem Protokoll Nr. 36 zusammengefasst.
Anhänge:
Es folgten zwei seit der EWG bekannte Anhänge:
- Anhang I: Liste zu Art. III-226 der Verfassung.
- Anhang II: Überseeische Länder und Hoheitsgebiete, auf welche Teil III Titel IV der Verfassung Anwendung findet.

## Institutionelle Neuerungen des Verfassungsvertrags
Wesentliches Ziel des Verfassungsvertrags war es, die institutionellen Grundlagen der EU zu erneuern. Dabei sollten einerseits die internen Koordinationsmechanismen ausgebaut und die Vetomöglichkeiten einzelner Mitgliedstaaten reduziert werden, um die EU nach der Osterweiterung 2004 handlungsfähig zu halten; andererseits sollten die Rechte des Europäischen Parlaments gestärkt werden, um die demokratische Legitimation der EU zu erhöhen.
Als Quelle der Legitimität der Europäischen Union nannte der Verfassungsvertrag einerseits die europäischen Bürger, andererseits die Mitgliedstaaten (Art. I-1 VVE). Dies spiegelte das Nebeneinander der Gesetzgebungsorgane Europaparlament und Rat wider: Während das Parlament von den Bürgern direkt gewählt wird, setzt sich der Rat aus den Regierungen der Mitgliedstaaten zusammen. Die Exekutive der EU sollte weiter bei der supranationalen Europäischen Kommission liegen, deren Mitglieder vom Europäischen Rat unter Beteiligung des Europaparlaments ernannt werden.

### Das Europäische Parlament
Das Europäische Parlament war eine von denjenigen Institutionen, deren Kompetenzen durch den Verfassungsvertrag am meisten ausgebaut werden sollten. Gemäß Art. I-20 Abs. 1 VVE sollte es gemeinsam mit dem Rat der Europäischen Union als Gesetzgeber tätig werden und gemeinsam mit ihm die Haushaltsbefugnisse ausüben. Das Mitentscheidungsverfahren, das Parlament und Rat gleiche Rechte im Gesetzgebungsprozess zubilligt, sollte zum neuen „ordentlichen Gesetzgebungsverfahren“ werden und nun in 92 statt bisher 35 Politikfeldern gültig sein. Insbesondere die Gemeinsame Agrarpolitik und die polizeiliche und justizielle Zusammenarbeit in Strafsachen wurden in den Zuständigkeitsbereich des Parlaments mit aufgenommen; die gemeinsame Außen- und Sicherheitspolitik verblieb allerdings als alleinige Kompetenz des Rates.
Auch bezüglich der Budgethoheit erhielt das EU-Parlament neue Kompetenzen: Nachdem es bisher für sämtliche Ausgaben außer denjenigen für die Gemeinsame Agrarpolitik das Budgetrecht besaß, sollte nun auch der Agrarsektor (ca. 46 % des Gesamtetats) darin einbezogen werden. Das EU-Parlament sollte damit das letzte Wort über alle Ausgaben der EU besitzen. Die letzte Entscheidung über die Einnahmen der EU sollte aber nach wie vor beim Rat liegen, sodass das Parlament weiterhin nicht selbstständig den Gesamtetat erhöhen oder EU-Steuern einführen könnte.
Die genauen Bestimmungen zur Zusammensetzung des EU-Parlaments nach nationaler Herkunft der Abgeordneten überließ die Verfassung einer späteren Entscheidung des Europäischen Rats. Sie bestimmte lediglich eine „degressiv proportionale“ Vertretung der Bürger, nach der einem großen Staat insgesamt mehr, pro Einwohner allerdings weniger Sitze zustehen als einem kleinen. Insgesamt sollte ab der Europawahl 2009 die Anzahl der Europaabgeordneten auf 750 gesenkt werden (statt zuvor 785 ab der Erweiterung 2007).
Die Abstimmungsmodi des Parlaments wurden in der Verfassung beibehalten: Es sollte regelmäßig (z. B. Gesetzgebung, Bestätigung des Kommissionspräsidenten) mit absoluter Mehrheit der abgegebenen Stimmen entscheiden, in der zweiten Lesung bei Gesetzgebungsprozessen mit absoluter Mehrheit der gewählten Mitglieder, bei einigen Ausnahmeentscheidungen (z. B. Misstrauensantrag gegen die Kommission) mit Zweidrittelmehrheit.

### Der Europäische Rat und sein Präsident
Der Europäische Rat (ER), der sich aus den Staats- und Regierungschefs der einzelnen Mitgliedstaaten zusammensetzt und seit den siebziger Jahren regelmäßig tagt, gilt als ein wichtiger Motor der europäischen Integration. Er war bisher allerdings (anders als der Ministerrat) kein offizielles Organ der EU. Durch den Verfassungsvertrag sollte er auch formal in die EU-Struktur einbezogen werden. Der im bisherigen EG-Vertrag genannte „Rat in der Zusammensetzung der Staats- und Regierungschefs“ (der faktisch, aber nicht rechtlich mit dem ER übereinstimmt) sollte mit dem Europäischen Rat zusammengelegt werden.
Laut Verfassungsvertrag sollte der Europäische Rat die „Impulse“ und „politischen Zielvorstellungen und Prioritäten“ der Europäischen Union festlegen, ohne allerdings gesetzgeberisch tätig zu werden. Seine Aufgaben sollten vielmehr Veränderungen an der Konstruktion der EU selbst und grundlegende Entscheidungen wie etwa neue Mitgliedschaften oder die Übertragung weiterer Aufgaben an die EU sein. Außerdem sollte der ER den Kommissionspräsidenten vorschlagen. Dabei sollte der Europäische Rat Entscheidungen wie schon bisher grundsätzlich „im Konsens“, also einstimmig treffen.
Eine bedeutende Neuerung des Verfassungsvertrags war allerdings die Einrichtung des Amtes eines Präsidenten des Europäischen Rates. Dieser sollte vom ER mit qualifizierter Mehrheit für zweieinhalb Jahre (bei einmaliger Wiederwahlmöglichkeit) gewählt werden, nicht aus den Reihen der Mitglieder stammen und damit den bisher im halbjährlichen Rhythmus rotierenden Ratsvorsitz ablösen, der jeweils von einem Regierungschef wahrgenommen wird.
Damit sollte die Effizienz der Aktivitäten des Europäischen Rates gesteigert werden: Als nachteilig am bisherigen System der „Semesterpräsidenten“ wurden einerseits die mit dem Vorsitz wechselnden Schwerpunkte in der politischen Agenda und die unterschiedliche Mentalität der Vorsitzenden empfunden, andererseits die Doppelbelastung, da der Ratsvorsitzende immer zugleich auch Regierungschef seines eigenen Landes war. Der hauptamtliche Präsident sollte durch die verlängerte Amtszeit eine leistungsfähige und kontinuierliche Abstimmung zwischen den Regierungschefs gewährleisten und deren Treffen im ER vorbereiten. Außerdem sollte er dem Europäischen Rat – als einem der Hauptentscheidungsorgane der EU – ein „Gesicht“ geben. Dadurch sollte etwa bei einem internationalen Konflikt oder bei wichtigen internen Entscheidungen vor Medien und Bürgern demonstriert werden, dass die EU als Ganzes handelt.
Allerdings sollten weder der ER noch der Präsident in die Tagespolitik und in die Gesetzgebung eingreifen dürfen. Diese sollte allein Aufgabe von Kommission (Initiativrecht) sowie Rat und Parlament bleiben. An dem Verfassungsentwurf wurde daher kritisiert, dass es zu Konflikten zwischen dem Präsidenten des Europäischen Rates (hinter dem ja immerhin alle Regierungschefs der EU stünden) und dem Kommissionspräsidenten kommen würde.

### Der Rat der Europäischen Union
Der Rat der Europäischen Union (Rat) besteht aus den Ministern der einzelnen Mitgliedstaaten, die für das jeweils aktuelle Thema, für das der Rat zusammentritt, zuständig sind (daher auch der inoffizielle Name „Ministerrat“). Hauptaufgabe des Rates ist die Gesetzgebung zusammen mit dem Parlament. Grundsätzlich gilt dabei, dass der Rat meist einstimmig entscheidet, sofern das Parlament keine oder nur wenig Mitspracherechte hat, und nach dem Mehrheitsprinzip, sofern auch das Parlament am Entscheidungsprozess beteiligt ist.
Durch den Verfassungsvertrag sollte die letztere Variante zum Normalfall werden, sodass der Rat in der Regel mit qualifizierter Mehrheit entscheiden und ein Vetorecht für einzelne Länder nur noch in einigen Ausnahmefällen gelten sollte. Weiterhin einstimmig sollten allerdings unter anderem alle Fragen der Sicherheits- und Verteidigungspolitik und der Steuern entschieden werden.
Für den Rat der EU wurde (anders als für den Europäischen Rat) das Prinzip einer halbjährlich zwischen den Mitgliedstaaten wechselnden Präsidentschaft beibehalten. Lediglich für den neu geschaffenen Außenministerrat wurde als fester Vorsitzender der auf fünf Jahre gewählte „Außenminister der Europäischen Union“ bestimmt (siehe unten).

#### „Qualifizierte Mehrheit“
Eine gravierende Änderung des Verfassungsvertrages betraf die Abstimmungsregeln im Rat. Dort wurden für die sogenannte „qualifizierte Mehrheit“ die Stimmen der einzelnen Länder bisher gewichtet, wobei größeren Ländern allgemein mehr, kleineren weniger Stimmen zukamen; die genaue Stimmengewichtung war jedoch im Vertrag von Nizza weitgehend willkürlich beschlossen worden. Diese Stimmengewichtung sollte im Verfassungsvertrag abgeschafft werden. Stattdessen sah er eine neue Definition der qualifizierten Mehrheit vor: Nach dem Vertrag von Nizza musste es hierfür eine Mehrheit von (a) mindestens der Hälfte der Staaten geben, die (b) gleichzeitig 72 % der gewichteten Stimmen und (c) 62 % der EU-Bevölkerung repräsentierten. Nach dem Verfassungsentwurf wurde sie durch die sog. doppelte Mehrheit ersetzt, nach der (a) 55 % der Mitgliedstaaten zustimmen müssen, die (b) mindestens 65 % der Bevölkerung der Union repräsentieren.
Wurde die Zahl der Hürden im Vertrag von Nizza also auf drei erhöht, so wären es nach dem Verfassungsentwurf nur noch zwei Hürden: die Anzahl der Staaten und die Bevölkerung. Diese zweifache Mehrheit sollte einerseits den „Doppelcharakter“ (Joschka Fischer) der EU als Union aus Völkern und Staaten auf verständliche Weise widerspiegeln. Andererseits sollten dadurch Entscheidungen generell erleichtert werden, indem die Sperrminorität heraufgesetzt wurde. Drittens hätte die Regelung eine Machtverschiebung bewirkt, durch die die großen und sehr kleinen Staaten zulasten der mittelgroßen an Einfluss gewonnen hätten. Verlierer dieser Neuregelung wären also die Staaten in der Größenordnung von Österreich bis Spanien gewesen; besonders stark waren Spanien und Polen betroffen, die durch die Stimmengewichtung im Vertrag von Nizza einen überproportional großen Einfluss hatten. Durch die Neuregelung im Verfassungsentwurf hätten diese beiden Länder viel schwieriger eine Blockade organisieren können: Während bisher dafür nur 28 % der gewichteten Stimmen nötig waren (Spanien und Polen besitzen addiert fast 17 %), sollten es nach dem Verfassungsvertrag entweder 13 Länder oder Länder mit einer addierten Bevölkerung von 225 Mio. sein (in Spanien und Polen leben zusammen nur 78 Mio.).
Die Neudefinition der Mehrheit im Rat wurde daher während der Regierungskonferenz zu einem der zentralen Streitpunkte. Erst der Regierungswechsel in Spanien 2004, durch den der EU-freundliche José Luis Rodríguez Zapatero den vorherigen Regierungschef José María Aznar ablöste, ermöglichte letztlich eine Einigung.

#### Außenministerrat und Außenminister der EU
Eine weitere Neuerung des Verfassungsvertrags bestand in dem neu eingerichteten Außenministerrat sowie im Amt des Außenministers der EU. Bisher hatten sich die Außenminister der Mitgliedstaaten im Rat im sogenannten Rat für Allgemeine Angelegenheiten und Außenbeziehungen (RAA) getroffen, der sowohl für Außenpolitik als auch für allgemeine Fragen zuständig war. Durch Art. I-24 VVE sollte er aufgeteilt werden in einen „Rat für allgemeine Angelegenheiten“ und einen speziellen Außenministerrat.
Während es im Rat für allgemeine Angelegenheiten wie bisher einen halbjährlich zwischen den Mitgliedstaaten wechselnden Vorsitz geben sollte, wurde für den Vorsitz des Außenministerrats ein neues Amt eingerichtet. Dabei handelte es sich um den Außenminister der EU, der künftig mit qualifizierter Mehrheit auf fünf Jahre vom Europäischen Rat gewählt werden sollte.
Dadurch sollte das Problem behoben werden, das bisher in der Koordination der Außenpolitik der EU existiert. Zum einen gibt es hier häufig mangelnde Abstimmung zwischen den Regierungen untereinander, weil diese häufig eigenmächtige Entscheidungen trafen, ohne ihre Partner wenigstens zu informieren. Zum anderen existieren bisher allein innerhalb der EU-Organe drei Ämter mit Kompetenzen und Rederecht in der Außenpolitik: der vom Europäischen Rat ernannte Hohe Vertreter für die Gemeinsame Außen- und Sicherheitspolitik, die Außenkommissarin und der jeweilige Vorsitzende des RAA.
Der zukünftige Außenminister der EU sollte diese drei Ämter in einem integrieren, um „eine vom Institutionsgerangel befreite EU-Außenpolitik“ zu ermöglichen. Neben dem Vorsitzenden des Außenministerrats sollte er daher auch Außenkommissar und Vizepräsident der Kommission sein. Dieser „Doppelhut“ sollte es ihm ermöglichen, die schwierige Koordination der europäischen Außenpolitik zu leiten.
Außerdem sollte nach Art. III-296 Abs. 3 VVE ein Europäischer Auswärtiger Dienst (EAD) eingerichtet werden, der dem Außenminister unterstellt sein würde. Er sollte mit den diplomatischen Diensten der Mitgliedstaaten zusammenarbeiten, diese aber nicht ersetzen. Personell und organisatorisch sollte der neue EAD besser ausgestattet sein als die bereits existierenden Außenvertretungen der EU-Kommission; die Regelungen im Einzelnen blieben allerdings einem späteren Beschluss des Ministerrats überlassen.

### Die Kommission und ihr Präsident
Die Kommission sollte nach dem Verfassungsvertrag wie schon zuvor „Koordinierungs-, Exekutiv- und Verwaltungsfunktionen“ ausüben. Außerdem sollte das alleinige Initiativrecht der Kommission in der EU-Rechtsetzung gestärkt werden, indem die Ausnahmefälle, in denen auch der Rat Gesetzgebungsvorschläge machen kann, reduziert wurden.
Kaum Änderungen gab es im Ernennungsverfahren der Kommission. Ihre Amtszeit sollte weiterhin fünf Jahre betragen. Nach der Europawahl sollte der ER einen Kommissionspräsidenten vorschlagen, der vom Parlament bestätigt oder abgelehnt werden musste. Im Fall einer Ablehnung hätte der ER einen neuen Vorschlag machen müssen, das Parlament sollte jedoch weiterhin keine eigenen Kandidaten ernennen können. Nach der Bestätigung durch das Parlament sollte der Kommissionspräsident seine Kommissare nach Vorschlägen aus den Mitgliedstaaten ernennen, abschließend die gesamte designierte Kommission erneut vom Parlament bestätigt werden. Während der Amtszeit der Kommission sollte der Kommissionspräsident jedes einzelne Kommissionsmitglied absetzen können, das Parlament durch einen Misstrauensantrag jedoch nur die komplette Kommission.
Eine wesentliche Neuerung des Verfassungsvertrages war die Verkleinerung der Kommission. Diese bestand bisher aus einem Kommissar pro Mitgliedstaat und war daher durch die Erweiterungen 2004 und 2007 auf 27 Mitglieder angewachsen. Schon im Vertrag von Nizza hatten sich die Regierungschefs darauf geeinigt, dass nicht mehr jedes Land immer einen Kommissar stellen dürfte, sobald die EU mehr als 25 Mitglieder haben würde; allerdings war es zu keiner konkreten Alternativregelung gekommen. Der Verfassungsvertrag sah nun ein Rotationsprinzip vor, wonach es jeweils aus zwei Dritteln der Mitgliedstaaten je einen Kommissar geben sollte.
Insbesondere die kleineren Staaten standen dem Prinzip einer verkleinerten Kommission sehr kritisch gegenüber. Neben den Mehrheitsregelungen im Rat führte dieser Punkt auf der Regierungskonferenz zum zweiten großen Konflikt. Es wurde daher beschlossen, dass diese Regelung erst 2014 in Kraft treten sollte, bis dahin sollte weiterhin jedes Land einen Kommissar stellen. Auch wie das Rotationsprinzip genau funktionieren sollte, wurde auf der Regierungskonferenz noch nicht eindeutig geklärt, sondern einer späteren Entscheidung des Europäischen Rats überlassen. Festgeschrieben wurden nur die Grundsätze der Rotation: Demnach sollten die Mitgliedstaaten bei der Wahl der Kommissare „vollkommen gleich behandelt“ werden, doch „ist jedes der aufeinander folgenden Kollegien so zusammengesetzt, dass das demografische und geografische Spektrum der Gesamtheit der Mitgliedstaaten der Union auf zufrieden stellende Weise zum Ausdruck kommt“. Dieser Satz wurde so ausgelegt, dass immer ein Gleichgewicht von großen und kleinen, nördlichen und südlichen, reichen und armen Herkunftsländern gegeben sein müsse.

## Inhaltliche Neuerungen des Verfassungsvertrages
Neben den institutionellen Veränderungen sah der Verfassungsvertrag auch noch eine Anzahl inhaltlicher Neuerungen vor, die etwa die Kompetenzen der Europäischen Union neu ordneten oder bestimmte Formen der Zusammenarbeit zwischen den Mitgliedstaaten neu strukturierten. Zu den wichtigsten dieser Neuerungen zählten die nachfolgend Genannten.

### Kompetenzabgrenzung
Die Europäische Union besitzt grundsätzlich nur die Kompetenzen, die ihr in den Gründungsverträgen ausdrücklich zugestanden werden („Grundsatz der begrenzten Einzelermächtigung“). In den früheren Verträgen fanden sich diese Kompetenzen jedoch nicht in einem bestimmten Artikel aufgelistet, sondern über das ganze Vertragswerk verteilt. Dies erschwerte das Verständnis des Vertrages und führte häufig zu Unklarheiten über den Umfang der Zuständigkeiten der Union im Einzelnen.
In dem Verfassungsvertrag sollte dieses Problem durch einen „Kompetenzkatalog“ (nach Vorbild des Kompetenzkatalogs im deutschen Grundgesetz) gelöst werden, der die Zuständigkeiten der Union systematischer darstellte. Art. I-12 VVE unterschied hiernach zwischen ausschließlichen, geteilten und unterstützenden Zuständigkeiten: Im ersten Fall sollte nur die EU zuständig sein; im zweiten Fall sollte die EU zuständig sein, die Mitgliedstaaten könnten jedoch Gesetze erlassen, soweit die Union dies nicht selbst täte. Im Fall der unterstützenden Zuständigkeit sollte die EU Maßnahmen der Mitgliedstaaten unterstützen, koordinieren oder ergänzen, aber nicht selbst gesetzgeberisch tätig werden können. Zusätzlich genannt wurden die intergouvernementalen Bereiche Wirtschafts- und Beschäftigungspolitik sowie Außen- und Sicherheitspolitik, in denen die EU Leitlinien sollte festlegen können, jedoch nur durch einstimmigen Beschluss der Mitgliedstaaten im Ministerrat.
Art. I-13 bis I-17 VVE ordneten schließlich die verschiedenen Politikbereiche, in denen die EU Zuständigkeiten hat, der jeweiligen Zuständigkeitsart zu. Zu den ausschließlichen Kompetenzen der Union sollten dabei insbesondere Handelspolitik und Zollunion zählen; die geteilte Zuständigkeit umfasste unter anderem Binnenmarkt, Landwirtschaft, Energie, Verkehr, Umwelt und Verbraucherschutz; Unterstützungsmaßnahmen sollte die EU unter anderem in den Bereichen Gesundheit, Industrie, Bildung und Katastrophenschutz durchführen können.

### Ziele und Werte der Union
Ebenfalls ausdrücklich definiert wurden im Verfassungsvertrag die „Ziele und Werte der Union“, die für das gesamte Handeln der EU verpflichtend sind. So hieß es in Art. I-2 VVE:
„Die Werte, auf die sich die Union gründet, sind die Achtung der Menschenwürde, Freiheit, Demokratie, Gleichheit, Rechtsstaatlichkeit und die Wahrung der Menschenrechte einschließlich der Rechte der Personen, die Minderheiten angehören. Diese Werte sind allen Mitgliedstaaten in einer Gesellschaft gemeinsam, die sich durch Pluralismus, Nichtdiskriminierung, Toleranz, Gerechtigkeit, Solidarität und die Gleichheit von Frauen und Männern auszeichnet.“
Art. I-3 VVE legte die Ziele der Union fest, unter anderem die Förderung des Friedens, die Schaffung eines Binnenmarkts mit freiem und unverfälschtem Wettbewerb, Wirtschaftswachstum, Preisstabilität, soziale Marktwirtschaft, Umweltschutz, soziale Gerechtigkeit, kulturelle Vielfalt, weltweite Beseitigung der Armut, Förderung des Völkerrechts etc.

### Subsidiaritätsprinzip
Schon im Vertrag von Maastricht waren für die EU die Grundsätze der Subsidiarität und der Verhältnismäßigkeit festgelegt worden, die in Art. I-12 VVE bestätigt wurden. Subsidiarität heißt, dass die Union nur tätig wird, sofern „die Ziele […] von den Mitgliedstaaten weder auf zentraler noch auf regionaler oder lokaler Ebene ausreichend erreicht werden können, sondern […] auf Unionsebene besser erreicht werden können“. Die Union darf also eine Aufgabe nur dann von den Mitgliedstaaten übernehmen, wenn die unteren politischen Ebenen (im Fall von Deutschland: Gemeinden, Bundesländer und der Bund) nicht in der Lage sind, diese ausreichend auszuführen, die EU aber schon. Was „ausreichend“ im Einzelfall bedeutet, entscheidet der Europäische Gerichtshof (EuGH).
Neu an der Verfassung war das Protokoll über die Anwendung der Grundsätze der Subsidiarität und der Verhältnismäßigkeit (PDF), das die entsprechenden Regelungen näher erläuterte. Zur Sicherung der Subsidiarität wurden vor allem die Rechte der nationalen Parlamente gestärkt: Innerhalb von sechs Wochen nachdem die Kommission einen Gesetzesvorschlag auf den Weg brächte, sollten diese nun begründen können, warum dieses Gesetz ihrer Ansicht nach gegen den Subsidiaritätsgedanken verstößt. Bei Kritik von einem Drittel der Parlamente sollte die Kommission ihren Vorschlag überprüfen müssen. Sie hätte den Einwand der Parlamente auch zurückweisen können, ihre Entscheidung aber in jedem Fall begründen müssen.
Letztlich zuständig für die Wahrung des Subsidiaritätsprinzips sollte damit wie bisher der EuGH bleiben. Wie bisher sollten hier die Regierungen der Mitgliedstaaten und der Ausschuss der Regionen Klage erheben können; neu war, dass nun auch die Nationalparlamente in bestimmten Fällen selbst vor den EuGH sollten ziehen können.

### Verstärkte Zusammenarbeit
Eine weitere Neuerung des Verfassungsvertrags war die Institutionalisierung der Verstärkten Zusammenarbeit in Art. I-44 VVE. Darunter sind Integrationsschritte zwischen einer Gruppe von EU-Mitgliedern zu verstehen, wenn das Vorhaben in der gesamten EU nicht zu realisieren ist.
Vorbild für die Verstärkte Zusammenarbeit waren das Schengener Abkommen und die Europäische Wirtschafts- und Währungsunion, durch die bereits in der Vergangenheit einzelne Mitgliedstaaten schneller als andere Integrationsschritte durchführten. Die Verfassung sollte nun erstmals ein bestimmtes Verfahren vorschreiben, nach der eine solche ungleichzeitige Verwirklichung der europäischen Integration innerhalb des einheitlichen EU-Verfassungsrahmens stattfinden kann. Bei einer Beteiligung von mindestens einem Drittel der Mitgliedstaaten sollten die EU-Institutionen demnach europäisches Recht setzen können, das allerdings nur in den teilnehmenden Mitgliedstaaten gelten würde. Eine neue Sonderform der Verstärkten Zusammenarbeit sollte die Ständige Strukturierte Zusammenarbeit im Rahmen der Gemeinsamen Sicherheits- und Verteidigungspolitik sein (Art. I-41 Abs. 6 VVE).

### Eigene Rechtspersönlichkeit
Nach dem bisherigen Vertragswerk besitzt lediglich die Europäische Gemeinschaft, nicht aber die Europäische Union Rechtspersönlichkeit. Dies bewirkt, dass die EG im Rahmen ihrer Kompetenzen allgemein verbindliche Beschlüsse fassen kann, während die EU lediglich als „Dachorganisation“ tätig ist. Insbesondere in der EU-Außenpolitik bedeutet dies, dass die EU nicht als eigenständige Institution auftreten kann, sondern immer nur in Gestalt ihrer einzelnen Mitgliedstaaten.
Durch den Verfassungsentwurf sollte die Union deshalb eine eigene Rechtspersönlichkeit erhalten. Dies hätte ihr die Möglichkeit verschafft, als Völkerrechtssubjekt in eigenem Namen (wenn auch grundsätzlich nur auf einstimmigen Beschluss des Außenministerrats hin) internationale Verträge und Abkommen zu unterzeichnen, über den neu geschaffenen Europäischen Auswärtigen Dienst diplomatische Beziehungen mit anderen Staaten aufzunehmen, und die Mitgliedschaft in internationalen Organisationen – etwa dem Europarat oder den Vereinten Nationen – zu beantragen.

### Grundrechtecharta und Beitritt zur Europäischen Menschenrechtskonvention
Eine bedeutende Neuerung bestand in der Charta der Grundrechte der Europäischen Union, aus der der Teil II des Verfassungsentwurfs bestand. Diese Charta war bereits 2000 vom Europäischen Rat in Nizza verabschiedet und feierlich proklamiert worden, sie war jedoch zunächst ohne Rechtsverbindlichkeit geblieben.
Durch den Verfassungsvertrag sollte die Grundrechtecharta in der ganzen Europäischen Union verbindlich werden. Inhaltlich orientierte sie sich an der Europäischen Menschenrechtskonvention. Sie ging damit in manchen Teilen weiter, in anderen weniger weit als vergleichbare Grundrechtskataloge, etwa im deutschen Grundgesetz. Art. II-113 VVE legte jedoch ausdrücklich das „Günstigkeitsprinzip“ fest, wonach die Grundrechtecharta in keinem Fall eine Verschlechterung der Grundrechtslage für den Einzelnen bedeuten dürfe. Sofern sich also die Grundrechtecharta und andere rechtsgültige Grundrechtskataloge, etwa in den Verfassungen der Einzelstaaten, widersprächen, würde grundsätzlich die für den Einzelnen bessere Regelung gelten.
Art. I-9 Abs. 2 VVE sah außerdem den Beitritt der EU zur Europäischen Menschenrechtskonvention (EMRK) vor. Dieser Beitritt befand sich bereits seit Jahrzehnten in der Diskussion, nicht zuletzt da sich die EU seit dem Birkelbach-Bericht von 1961 bei der Definition ihrer politischen Werte auf die Grundsätze des Europarats bezieht, die in der EMRK niedergelegt sind. Allerdings benötigte die EU für den Beitritt zur EMRK eine eigene Rechtspersönlichkeit, die sie erst durch die Verfassung erhalten sollte.
Außerdem würde es für den Beitritt der EU zur EMRK einer Änderung der Konvention bedürfen, da diese zurzeit nur Mitgliedstaaten des Europarates offensteht (Art. 59 Abs. 1 EMRK). Diese Anpassung soll durch das 14. Zusatzprotokoll zur EMRK geschehen, welches der EMRK-Mitgliedstaat Russland bislang noch nicht ratifiziert hat und das somit noch nicht in Kraft getreten ist. Schließlich müsste für den beabsichtigten Beitritt der EU zur EMRK noch ein Beitrittsabkommen ausgehandelt werden, das ein eigener internationaler Vertrag ist und daher vom Rat der EU einstimmig beschlossen und von sämtlichen Mitgliedstaaten der EMRK ratifiziert werden muss. Letztlich hätte somit auch nach Inkrafttreten der Verfassung jedem Mitgliedstaat ein Veto gegen den EMRK-Beitritt der EU offengestanden, da jeder Mitgliedstaat die konkreten Bedingungen dieses Beitritts ablehnen könnte.

### Bürgerinitiative
Als neues direktdemokratisches Element sollte ferner durch Art. I-47 Abs. 4 VVE die Möglichkeit einer europaweiten Bürgerinitiative eingeführt werden. Dadurch sollte die Europäische Kommission aufgefordert werden können, einen Gesetzentwurf zu einem bestimmten Thema vorzulegen. Voraussetzung wäre eine Million Unterschriften aus einer noch durch europäisches Gesetz festzulegenden Zahl von Ländern. Auch im Falle einer Bürgerinitiative dürfte die Kommission jedoch nur im Rahmen ihrer Befugnisse tätig werden; eine Erweiterung der Zuständigkeiten der EU auf diesem Wege wäre also ausgeschlossen.

### Freiwilliger Austritt und Beitrittskriterien
Art. I-60 VVE sollte erstmals den freiwilligen Austritt eines Staates ausdrücklich regeln und damit die seit langem bestehende Ungewissheit über das Bestehen oder Nichtbestehen eines (ungeschriebenen) Austrittsrechts beenden.
Daneben sollte mit dem Vertrag auch der Forderung nach strikteren Beitrittskriterien entsprochen werden. Gemäß Art. I-58 Abs. 1 VVE sollten beitrittswillige Staaten künftig die Werte der EU (also Demokratie, Menschenrechte, Rechtsstaatlichkeit etc.) achten müssen und „sich verpflichten, ihnen gemeinsam Geltung zu verschaffen“. Laut dem EU-Vertrag in der Fassung von Nizza (Art. 49) kann dagegen „jeder europäische Staat, der die […] Grundsätze [der EU] achtet“, einen Beitrittsantrag stellen; eine ausdrückliche Verpflichtung auf die Förderung der Grundsätze war nicht darin enthalten.

### Symbolische Neuerungen
Gewisse Neuerungen des Verfassungsvertrages schließlich bestanden vor allem auf der symbolischen Ebene. So wurden die bereits seit langem benutzten Symbole der EU (Europaflagge, Europahymne, Europatag, Europamotto und die Währung Euro) in Art. I-8 VVE erstmals ausdrücklich in einem Gründungsvertrag der Union genannt. Auch die Begrifflichkeiten in der EU-Gesetzgebung sollten sich verändern: Statt technisch klingender Bezeichnungen wie Verordnung und Richtlinie sollten staatstypische Begriffe wie Europäisches Gesetz und Europäisches Rahmengesetz eingeführt werden.

## Ausarbeitung, Ratifizierungsprozess und Scheitern der Europäischen Verfassung
Die Entscheidung zur Ausarbeitung eines neuen, umfassenden Vertrags, der die bisherigen EU-Verträge zusammenfassen sollte, entstand noch während des laufenden Ratifikationsverfahrens des Vertrags von Nizza. Dieser war von vielen Beobachtern, aber auch von den beteiligten Politikern selbst als ein unzureichender Kompromiss angesehen worden, der die Probleme, die sich aus der anstehenden EU-Osterweiterung ergeben würden, nicht dauerhaft würde lösen können. Die Idee einer europäischen Verfassung, die die europäischen Föderalisten bereits in der Anfangsphase der europäischen Integration vertreten hatten, gewann unter anderem durch eine viel beachtete Rede des deutschen Außenministers Joschka Fischer im Mai 2000 an Auftrieb und löste eine neue Finalitätsdebatte aus.

### Europäischer Konvent und Regierungskonferenz
Im Dezember 2001 beauftragten daraufhin die Regierungschefs der EU-Mitgliedstaaten einen großen Konvent unter der Leitung des früheren französischen Staatspräsidenten Valéry Giscard d’Estaing mit der Ausarbeitung eines neuen Europavertrages. Dieser zweite Europäische Konvent („Verfassungskonvent“), der zwischen dem 28. Februar 2002 und dem 18. Juli 2003 einen Entwurf eines Vertrags über eine Verfassung für Europa erarbeitete, bestand aus Regierungsvertretern der fünfzehn Mitgliedstaaten und der dreizehn Beitrittsländer und -kandidaten (einschließlich der Türkei) sowie Vertretern des Europäischen Parlaments, der Europäischen Kommission und der nationalen Parlamente. Ein ähnlicher Konvent hatte zuvor bereits die EU-Grundrechtecharta verfasst, war jedoch noch niemals für die Ausarbeitung eines EU-Vertrags eingerichtet worden.
Der Verfassungsentwurf, den der Europäische Konvent 2003 vorschlug, wurde allerdings nicht unmittelbar von den Staats- und Regierungschefs im Europäischen Rat übernommen. Vielmehr setzten diese zunächst eine Regierungskonferenz ein, die den Entwurf noch einmal überarbeitete. Anders als der Name nahelegt, handelte es sich dabei nicht um eine einzelne Konferenz, sondern eine monatelange Abfolge von Gesprächen, Treffen und Verhandlungen zwischen Beamten, Ministern und Regierungschefs. Während der Konvent eine Neuheit in der Geschichte der EU-Vertragsreformen gewesen war, entsprach die Regierungskonferenz dem üblichen Vorgehen vor der Verabschiedung neuer völkerrechtlicher Verträge. Sie diente insbesondere dazu, die Vorbehalte einzelner Regierungen, insbesondere Spaniens und Polens, gegenüber dem vorgeschlagenen Stimmengewicht und der Machtverteilung im EU-Ministerrat auszuräumen.

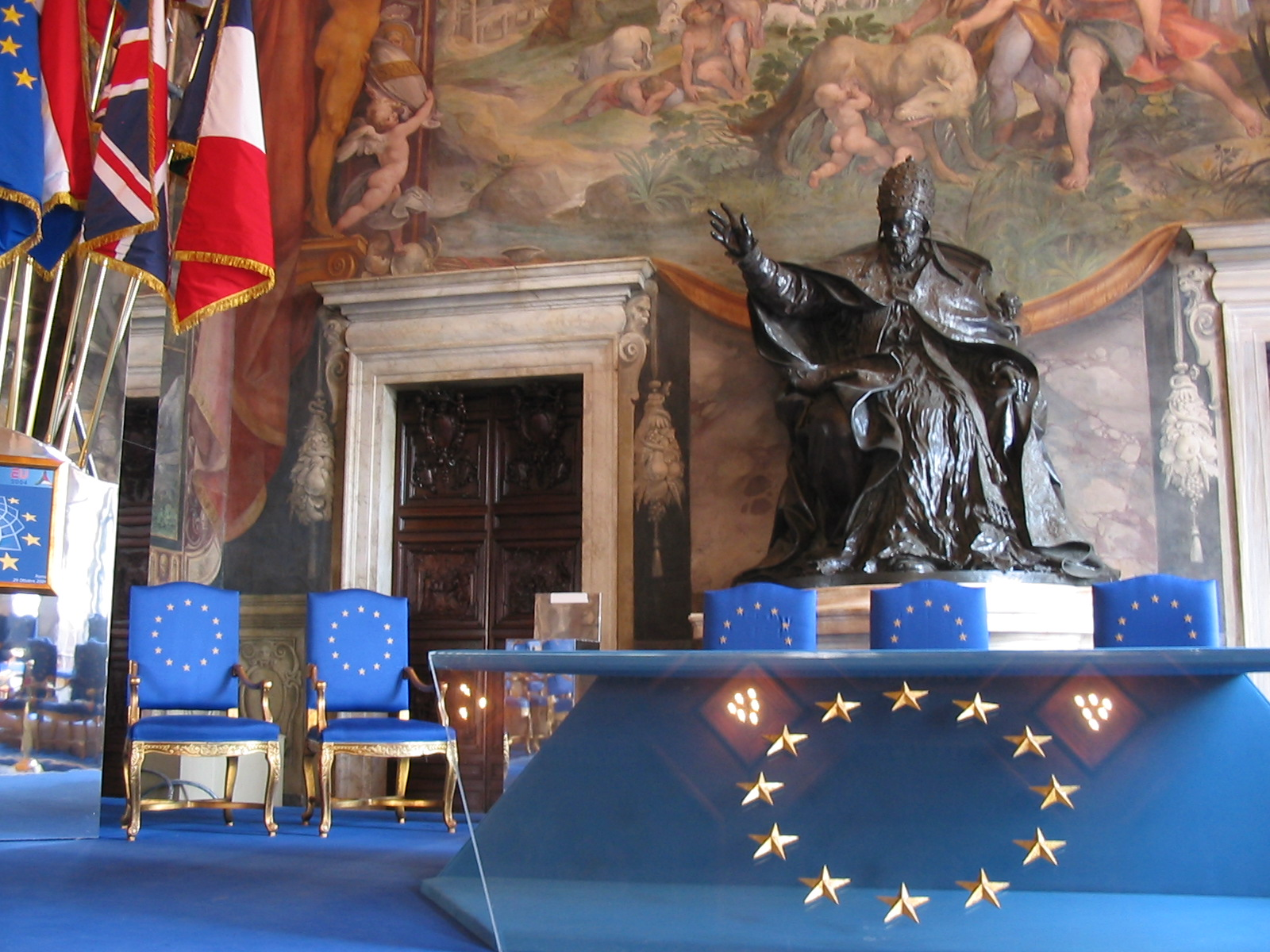
Saal, in dem die EU-Verfassung in Rom unterzeichnet wurde

Tatsächlich kam erst mit dem Regierungswechsel in Spanien im Frühjahr 2004 Bewegung in die Gespräche, sodass am 18. Juni 2004 vom Europäischen Rat in Brüssel eine Einigung erzielt werden konnte. Am 29. Oktober 2004 wurde die Europäische Verfassung daraufhin von den Staats- und Regierungschefs der EU unterzeichnet. Ort der Unterzeichnung war Rom. Dies lag zum einen daran, dass Italien im zweiten Halbjahr 2004 die EU-Ratspräsidentschaft innehatte, zum anderen sollte diese Ortswahl an die Römischen Verträge von 1957 erinnern, mit denen die EU-Vorläuferorganisationen EWG und Euratom gegründet worden waren.

### Ratifizierung und Scheitern des Verfassungsvertrags
Vor dem Inkrafttreten des Verfassungsvertrags musste dieser allerdings von allen EU-Mitgliedstaaten ratifiziert werden. Je nach Staat war hierfür entweder ein Parlamentsbeschluss oder eine Volksabstimmung notwendig. Allerdings kündigten mehrere Regierungen, in denen auch eine rein parlamentarische Ratifikation möglich gewesen wäre, ein Referendum an, um damit die besondere Bedeutung des Verfassungsvertrags zu unterstreichen. Hierzu zählten unter anderem Spanien, Frankreich, die Niederlande und Luxemburg. In Deutschland wurde ein Referendum zwar von der FDP gefordert; hierfür wäre jedoch eine Grundgesetzänderung notwendig gewesen, die von den übrigen Parteien abgelehnt wurde. Ein europaweites Referendum, wie es etwa die Europäischen Grünen vorschlugen, fand ebenfalls keine mehrheitliche Zustimmung.

#### Der Beginn des Ratifizierungsprozesses in den Einzelstaaten

Ratifizierung in den Mitgliedstaaten und Beitrittskandidaten
Ja – Teil der EU-Beitrittsverhandlungen
Ja – Ratifizierung durch Parlament
Ja – Referendum
Nein – Referendum
Referendum abgesagt
Parlamentarische Ratifizierung abgesagt

Als erstes Land ratifizierte am 11. November 2004 das litauische Parlament mit 84 Ja-, vier Nein-Stimmen und drei Enthaltungen die EU-Verfassung. Dem folgten Ungarn am 20. Dezember 2004 sowie Slowenien am 1. Februar 2005, ebenfalls durch Parlamentsbeschluss.
Das erste nationale Referendum fand am 20. Februar 2005 in Spanien statt. Es war konsultativ (also nicht bindend) und endete mit einer Zustimmung von 76,7 % für die EU-Verfassung bei einer Wahlbeteiligung von 42,3 %. Die anschließende Abstimmung im Kongress fand am 28. April 2005 statt; der Senat stimmte am 18. Mai mit 225 zu 6 Stimmen und einer Enthaltung für die Annahme der Verfassung.
Als erstes EU-Gründungsmitglied stimmte Italien dem neuen Verfassungsvertrag zu. Bereits am 25. Januar 2005 billigte das italienische Unterhaus die Verfassung, am 6. April 2005 sprachen sich auch die römischen Senatoren mit 217 zu 16 Stimmen für den Vertrag aus.
Im belgischen Parlament wurde am 11. März 2005 über die für ein Referendum nötige (nationale) Verfassungsänderung abgestimmt. Die notwendige Zweidrittelmehrheit wurde dabei jedoch nicht erreicht, sodass die Ratifizierung auf parlamentarischem Weg stattfand. Wegen der föderalen Struktur Belgiens war hierzu auch die Zustimmung der regionalen und gemeinschaftlichen Parlamente notwendig, die bis zum 8. Februar 2006 nach und nach alle für die Verfassung stimmten.
In Griechenland ratifizierte das Parlament die Verfassung mit großer Mehrheit (268 Ja-, 17 Nein-Stimmen und 15 Enthaltungen) am 19. April 2005. Das slowakische Parlament ratifizierte die Verfassung ebenfalls mit großer Mehrheit (116 Ja-, 27 Nein-Stimmen bei 4 Enthaltungen) am 11. Mai 2005.
In Deutschland erfolgte die Zustimmung des Bundestags am 12. Mai 2005 mit 95,8 % der abgegebenen Stimmen. 594 Abgeordnete gaben ihre Stimme ab, davon stimmten 569 mit Ja, 23 mit Nein, zwei enthielten sich. Der Bundesrat stimmte am 27. Mai mit 66 von 69 Stimmen bei drei Enthaltungen (des von einer SPD/PDS-Koalition regierten Bundeslandes Mecklenburg-Vorpommern) für den Vertrag.
Noch am selben Tag erhob jedoch der Bundestagsabgeordnete Peter Gauweiler (CSU) vor dem Bundesverfassungsgericht eine Organklage und eine Verfassungsbeschwerde gegen den Verfassungsvertrag; Verfahrensbevollmächtigter der Klage war der Nürnberger Rechtsprofessor Karl Albrecht Schachtschneider, der bereits bei den (erfolglosen) Verfassungsklagen gegen den Maastricht-Vertrag sowie gegen die Euro-Einführung federführend gewesen war. Zudem erhoben Rechtsanwalt Mario Schmid aus Freiburg sowie weitere 34 Bürger Verfassungsbeschwerde. Der Bundespräsident Horst Köhler erklärte daraufhin, er werde die Ratifikationsurkunde erst unterzeichnen, wenn das Bundesverfassungsgericht über die Klage Gauweilers und Schmids entschieden hätte.
In Österreich beschloss der Nationalrat den Vertrag über eine Verfassung für Europa (851 d.B. XXII. GP) am 11. Mai 2005 mit überwältigender Mehrheit; lediglich eine Abgeordnete (Barbara Rosenkranz, FPÖ) stimmte dagegen. Der Bundesrat entschied am 25. Mai 2005 ebenfalls positiv; drei der 62 Mitglieder, Vertreter der rechtsnationalen Parteien FPÖ und BZÖ, stimmten dagegen. Zuvor wurde im März 2005 das Bundesverfassungsgesetz über den Abschluss des Vertrages über eine Verfassung für Europa (789 d.B. XXII. GP), das eine rein parlamentarische Ratifizierung ohne Volksabstimmung festlegte, im Nationalrat und Bundesrat jeweils einstimmig beschlossen. Eine Bürgerinitiative für eine Volksabstimmung blieb folgenlos. Hans-Peter Martin reichte beim Verfassungsgerichtshof einen Individualantrag ein.

#### Das französische und niederländische Referendum

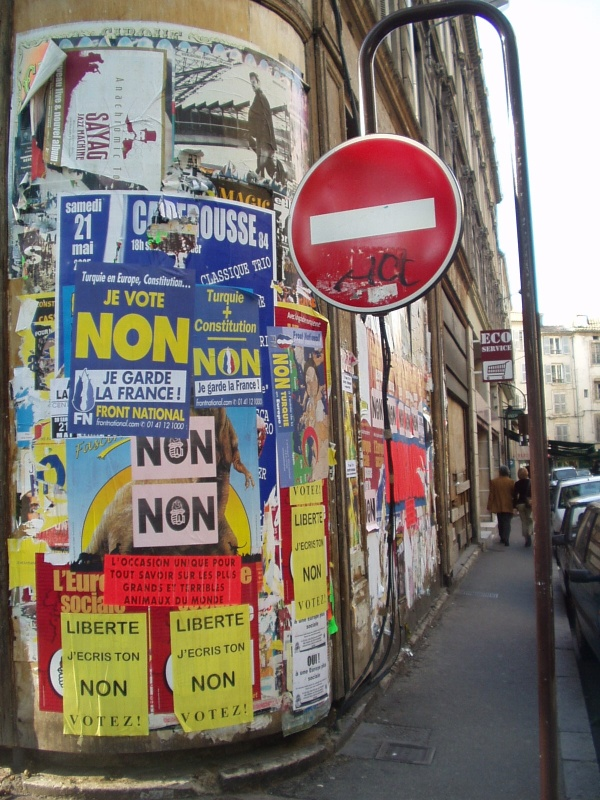
Non-Plakate (gegen die „Fahrtrichtung“ Europas)

Am 29. Mai 2005 schließlich kam es in Frankreich zu einem Referendum über den Verfassungsvertrag. Dieses war nach der französischen Verfassung nicht zwingend vorgesehen, von der Regierung unter Jacques Chirac jedoch vor allem aus innenpolitischen Gründen anberaumt worden, um die Legitimation der Verfassung zu erhöhen und auch die eigene Popularität mit einem – scheinbar – leichten Erfolg bei einer öffentlichen Abstimmung zu verbessern. Tatsächlich fand die wichtigste französische Oppositionspartei, die sozialistische PS, intern zu keiner gemeinsamen Haltung zu der Verfassung: Während die Parteispitze sich dafür aussprach, führten prominente Politiker des linken Parteiflügels, darunter der frühere Premierminister Laurent Fabius, einen eigenen Wahlkampf dagegen. Auch die kommunistische PCF und die rechtsextreme FN sowie einige Intellektuelle wie der Philosoph Jean Baudrillard sprachen sich gegen die Verfassung aus.
Nachdem die Umfragewerte anfangs für die Verfassungsbefürworter sehr günstig gewesen waren, begannen sie jedoch in den letzten Wochen vor der Abstimmung zu kippen. Schließlich lehnten die Wähler den Verfassungsvertrag mit einer Mehrheit von 54,7 % (bei einer Wahlbeteiligung von 69,3 %) ab. Dieses Ergebnis löste unmittelbar heftige Reaktionen in Frankreich und den übrigen EU-Ländern aus, da ausgerechnet eines der Gründungsmitglieder, das überdies als einer der „Motoren“ des Integrationsprozesses galt, den Verfassungsvertrag ablehnte.
Kurz darauf erfolgte am 1. Juni 2005 ein weiteres Referendum über den Verfassungsvertrag, diesmal in den Niederlanden, wo es sich um die erste Volksbefragung in dem Land seit 200 Jahren handelte. Hier wies eine große Mehrheit von 61,6 % (bei einer Wahlbeteiligung von 62,8 %) den Verfassungsvertrag zurück. Obwohl das Referendum nicht bindend war, hatten die führenden Politiker des niederländischen Parlaments bereits vorher angekündigt, sich an das Votum der Bürger zu halten, wenn die Wahlbeteiligung über 30 % läge.
| Datum         | Referendum                     | Anteil Ja-Stimmen | Wahl- beteiligung | Annahme des Vertrags Ja/Nein |
| ------------- | ------------------------------ | ----------------- | ----------------- | ---------------------------- |
| 20. Feb. 2005 | Referendum in Spanien          | 77 %              | 42 %              | Ja                           |
| 29. Mai 2005  | Referendum in Frankreich       | 44 %              | 69 %              | Nein                         |
| 1. Juni 2005  | Referendum in den Niederlanden | 38 %              | 63 %              | Nein                         |
| 10. Juli 2005 | Referendum in Luxemburg        | 57 %              | 90 %              | Ja                           |

#### Die „Reflexionsphase“
Der Verfassungsvertrag sah vor, dass, sofern vier Fünftel der Staaten (also 20) den Entwurf bis Ende 2006 ratifiziert hätten, in einzelnen Mitgliedstaaten dabei aber Schwierigkeiten auftreten würden, der Europäische Rat sich erneut mit dieser Frage beschäftigen würde. Diese Regelung war vor allem als letzter Anker mit Blick auf traditionell europaskeptische Länder wie Großbritannien getroffen worden. Die Ablehnung der EU-Verfassung in zwei der Gründungsmitglieder wirkte dagegen wie ein Schock und löste eine unmittelbare intensive Debatte aus. Die bis Anfang Juni 2005 formulierten ersten Reaktionen und Beurteilungen in der Union reichten von Pessimismus über Beschwichtigung und die Suche nach Erklärungen bis zu größerem Optimismus als zuvor. Europäische Politiker befürchteten insbesondere eine institutionelle Blockade der europäischen Entscheidungsprozesse.
Mitte Juni 2005 stellte der luxemburgische Premierminister Jean-Claude Juncker in seiner Funktion als Vorsitzender des Europäischen Rates fest, dass „die ursprünglich für den 1. November 2006 geplante Bestandsaufnahme zur Ratifizierung nicht mehr haltbar“ sei, „da jene Länder, die den Text nicht ratifiziert haben, nicht vor Mitte 2007 eine gute Antwort geben“ könnten. Hintergrund war, dass die Neuwahl des französischen Staatspräsidenten im Mai 2007 abgewartet werden sollte. Aufgrund dessen sollte eine etwa einjährige Phase der Reflexion und Diskussion eingeleitet werden, in der den Mitgliedstaaten die Gelegenheit gegeben werden sollte, den Verfassungsvertrag nach umfassender öffentlicher Debatte ohne Zeitdruck zu ratifizieren oder dessen Ratifizierung aufzuschieben. Wie vorgeschlagen, beschloss der Europäische Rat daher eine „Denkpause“ und verschob eine neuerliche Diskussion auf Mitte 2007.
Tatsächlich setzten mehrere Länder den Ratifizierungsprozess auch nach dem französischen und niederländischen Nein fort. So sprachen sich Lettland (2. Juni 2005), Zypern (30. Juni 2005), Malta (6. Juli 2005), Estland (9. Mai 2006) und Finnland (Juni 2006) im parlamentarischen Verfahren für die EU-Verfassung aus. In Luxemburg fand am 10. Juli 2005 ein Referendum statt, an dessen erfolgreichen Ausgang Premierminister Jean-Claude Juncker auch sein weiteres Verbleiben im Amt koppelte. Eine Mehrheit von 56,5 % stimmte dem Verfassungsvertrag zu.
Dänemark, Großbritannien, Irland, Polen, Portugal, Schweden und Tschechien unterbrachen den Ratifizierungsprozess dagegen. Von diesen Ländern beabsichtigte Schweden die EU-Verfassung im parlamentarischen Wege zu ratifizieren, während Dänemark, Irland, Portugal und Großbritannien Referenden geplant hatten. In Polen und Tschechien war noch nicht entschieden, ob ein Referendum stattfinden sollte; in beiden Ländern hatte es zuvor von konservativer Seite starke Kritik an dem Verfassungsvertrag gegeben, der sich in Tschechien auch Staatspräsident Václav Klaus angeschlossen hatte. Im Falle der 2007 beigetretenen neuen Mitgliedstaaten Bulgarien und Rumänien war die Zustimmung zum Verfassungsvertrag bereits Teil der Beitrittsverträge gewesen und wurde daher zugleich mit dem Beitritt ratifiziert. In Deutschland schließlich stellte das Bundesverfassungsgericht nach den Referenden in Frankreich und den Niederlanden die Bearbeitung der Verfassungsklagen gegen den Vertrag ein. Deutschland ratifizierte daher den Verfassungsvertrag letztlich nicht, auch eine Entscheidung über seine Vereinbarkeit mit dem deutschen Grundgesetz erfolgte nicht.
Im Januar 2006 schlug die österreichische EU-Präsidentschaft vor, den Ratifizierungsprozess wieder in Gang zu setzen, stieß damit aber auf massiven Widerspruch, insbesondere seitens Frankreichs, der Niederlande und Polens. Als Lösung aus der Krise wurde 2006 auch eine EU-weite Ratifikation des Vertrages per Volksreferendum ins Spiel gebracht, verknüpft mit den Wahlen zum Europäischen Parlament 2009. Diese hätte die Bedeutung von Vetos durch nationale Referenden reduziert. Gegen diesen österreichischen Vorschlag kam aber u. a. aus Deutschland heftiger Widerstand. Auch verschiedene Vorschläge zu Änderungen oder Ergänzungen des Verfassungsentwurfs, die während der Reflexionsphase und besonders im französischen Präsidentschaftswahlkampf 2007 diskutiert wurden, stießen auf keine einhellige Zustimmung: Während vor allem auf Seiten der französischen Linken ein ergänzendes Sozialprotokoll gefordert wurde, das aber von Großbritannien abgelehnt wurde, schlug Nicolas Sarkozy einen „Miniaturvertrag“ vor, der sich nur auf die wichtigsten Neuerungen beschränkte, ohne allerdings zu präzisieren, welche das sein könnten. Großteils abgelehnt wurden auch Vorschläge, einzelne populäre Bestimmungen der Verfassung, etwa das Europäische Bürgerbegehren, schon vorab zu beschließen; hierin sahen viele, insbesondere auch deutsche Politiker eine Gefahr für das Gesamtgleichgewicht des Kompromisses, den die verschiedenen Mitgliedstaaten mit der Verfassung erreicht hatten.

#### Vertrag von Lissabon statt Verfassungsvertrag
Ein Ende der „Denkpause“ zeichnete sich erst auf dem Europäischen Rat am 15. und 16. Juni 2006 ab, auf dem die Staats- und Regierungschefs als Arbeitsperspektive für die Lösung der Verfassungskrise einen Zeitpunkt Ende 2008 formulierten, wenn Frankreich die Ratspräsidentschaft innehaben würde. Ein informell besprochener Zeitplan sah vor, dass unter der deutschen Ratspräsidentschaft im ersten Halbjahr 2007 weitere Schritte zur Rettung des Vertragswerks unternommen werden sollten.
Hierzu wurde zunächst in der am 25. März 2007 zum 50. Jahrestag der Römischen Verträge verabschiedeten „Berliner Erklärung“ über grundlegende europäische Werte und politische Ziele der Europäischen Union auch ein grundsätzliches Bekenntnis zu den Zielen der Verfassung aufgenommen. Anhand der Positionen der Mitgliedstaaten wurde daraufhin von der deutschen Ratspräsidentschaft erarbeitet, welche Inhalte des Verfassungsvertrages in ein erneuertes Vertragswerk übernommen werden sollten. Auf dieser Grundlage beschloss der Europäische Rat auf seiner Tagung am 21. und 22. Juni 2007 in Brüssel, die weitere Ratifizierung der Verfassung aufzugeben und stattdessen einen „Reformvertrag“ zu verabschieden, der die Substanz des Verfassungstextes in die bereits bestehenden Grundlagenverträge (EUV und EGV) einarbeiten sollte. Dieser Reformvertrag wurde von den Staats- und Regierungschefs der EU am 13. Dezember 2007 in Lissabon unterzeichnet und heißt daher inzwischen „Vertrag von Lissabon“. Er trat nach seiner Ratifikation durch alle Mitgliedstaaten am 1. Dezember 2009 in Kraft.

### Ratifizierung des Verfassungsvertrags in den Mitgliedstaaten (Übersicht)
| Land                   | Ratifizierungsdatum                                                                                 | Abstimmungsvariante | Ergebnis |
| ---------------------- | --------------------------------------------------------------------------------------------------- | --- | -------- |
| Litauen                | 11. November 2004                                                                                   | Parlament | ja       |
| Ungarn                 | 20. Dezember 2004                                                                                   | Parlament | ja       |
| Slowenien              | 1. Februar 2005                                                                                     | Parlament | ja       |
| Italien                | 25. Januar 2005 6. April 2005                                                                       | Abgeordnetenkammer Senat | ja ja    |
| Griechenland           | 19. April 2005                                                                                      | Parlament | ja       |
| Slowakei               | 11. Mai 2005                                                                                        | Parlament | ja       |
| Spanien                | 20. Februar 2005 28. April 2005 18. Mai 2005                                                        | konsultatives Referendum Abgeordnetenhaus Senat | ja ja    |
| Österreich             | 11. Mai 2005 25. Mai 2005                                                                           | Nationalrat Bundesrat | ja ja    |
| Deutschland            | 12. Mai 2005 27. Mai 2005 nach BVerfG-Urteil (Verfahren eingestellt)                                | Bundestag Bundesrat Bundespräsident | ja ja    |
| Deutschland            | 12. Mai 2005 27. Mai 2005 nach BVerfG-Urteil (Verfahren eingestellt)                                | Bundestag Bundesrat Bundespräsident | –        |
| Frankreich             | 29. Mai 2005 abgesagt                                                                               | Referendum Parlament (2 Kammern) | nein     |
| Frankreich             | 29. Mai 2005 abgesagt                                                                               | Referendum Parlament (2 Kammern) | –        |
| Niederlande            | 1. Juni 2005 abgesagt                                                                               | konsultatives Referendum Parlament (2 Kammern) | nein     |
| Niederlande            | 1. Juni 2005 abgesagt                                                                               | konsultatives Referendum Parlament (2 Kammern) | –        |
| Lettland               | 2. Juni 2005                                                                                        | Parlament | ja       |
| Zypern                 | 30. Juni 2005                                                                                       | Parlament | ja       |
| Malta                  | 6. Juli 2005                                                                                        | Parlament | ja       |
| Luxemburg              | 28. Juni 2005 10. Juli 2005 25. Oktober 2005                                                        | Parlament (erste Abstimmung) konsultatives Referendum Parlament (zweite Abstimmung) | ja ja    |
| Belgien                | 28. April 2005 19. Mai 2005 17. Juni 2005 20. Juni 2005 29. Juni 2005 19. Juli 2005 8. Februar 2006 | Senat Abgeordnetenkammer Parlament der Region Brüssel-Hauptstadt Parlament der Deutschsprachigen Gemeinschaft Parlament der Wallonischen Region Parlament der Französischen Gemeinschaft Flämisches Parlament | ja ja    |
| Estland                | 9. Mai 2006                                                                                         | Parlament | ja       |
| Finnland               | 5. Dezember 2006                                                                                    | Parlament | ja       |
| Bulgarien              | 1. Januar 2007                                                                                      | war Teil der Verhandlungen zum EU-Beitritt | ja       |
| Rumänien               | 1. Januar 2007                                                                                      | war Teil der Verhandlungen zum EU-Beitritt | ja       |
| Dänemark               | abgesagt                                                                                            | Referendum | –        |
| Irland                 | abgesagt                                                                                            | Referendum Parlament | –        |
| Polen                  | abgesagt                                                                                            | Referendum | –        |
| Portugal               | abgesagt                                                                                            | Referendum, nach einer Verfassungsänderung | –        |
| Schweden               | abgesagt                                                                                            | Parlament | –        |
| Tschechien             | abgesagt                                                                                            | wahrscheinliches Referendum | –        |
| Vereinigtes Königreich | abgesagt                                                                                            | konsultatives Referendum Parlament (2 Kammern) | –        |

## Streitpunkte
Der Verfassungsvertrag stieß bei verschiedenen politischen Richtungen und insbesondere in der Bevölkerung einiger Mitgliedstaaten zunehmend auf Kritik. Die Kritik war sehr vielschichtig und ging vom Inhalt über die Legitimation bis hin zum Titel der Verfassung. Unter den großen europäischen Parteien sprach sich die Mehrheit für den Verfassungsvertrag aus, darunter insbesondere Europäische Volkspartei, Europäische Liberale, Europäische Demokratische Partei und der größere Teil der Sozialdemokratischen Partei Europas und der Europäischen Grünen. Lediglich einige Mitglieder des linken Flügels der SPE, insbesondere in der französischen Parti Socialiste, lehnten den Entwurf ab. Deutlich gegen den Verfassungsvertrag positionierten sich auf der Linken die Europäische Linke, auf der Rechten die Allianz für ein Europa der Nationen und die EUDemokraten. Auch einige große Nichtregierungsorganisationen wie Attac positionierten sich gegen den Entwurf.

### Länge und Komplexität
Kritiker der europäischen Verfassung strichen die Länge und Komplexität der Verfassung im Vergleich zu existierenden und bewährten nationalen Verfassungen heraus. So sei die europäische Verfassung mit 160.000 Wörtern (inklusive Deklarationen und Protokolle) im Vergleich mit der 4.600 Wörter langen US-amerikanischen Verfassung zu lang und kaum aus sich selbst heraus zu verstehen. In ihrem Bestreben, die Ziele und Betätigungsfelder der Europäischen Union möglichst eindeutig festzuschreiben, gehe der Verfassungsvertrag über das hinaus, was üblicherweise durch eine Verfassung geregelt werde.
Befürworter der Verfassung wiesen dagegen darauf hin, dass der neue Text weniger lang sei als die bisherigen Verträge, die er ersetzen sollte.

### Kritik am Ausarbeitungs- und Ratifizierungsprozess
Am Konvent wurde kritisiert, dass seine Mitglieder nicht direkt von der Bevölkerung gewählt oder bestätigt werden konnten. Auch sei er nur scheinbar transparent: Trotz öffentlicher Plenumssitzungen seien wichtige Entscheidungen nicht öffentlich getroffen und die vorausgegangenen Präsidiumsberatungen nicht protokolliert worden. Der luxemburgische Premier Jean-Claude Juncker (Präsident des Rats der Europäischen Union während des ersten Halbjahres 2005) sagte dazu: „Der Konvent ist angekündigt worden als die große Demokratie-Show. Ich habe noch keine dunklere Dunkelkammer gesehen als den Konvent.“
Kritisiert wurde auch, dass der ungleiche Zeitpunkt der Referenden und der parlamentarischen Ratifizierungen es den Regierungen ermögliche, die Ratifizierungen zum jeweils vermuteten günstigsten Zeitpunkt durchzuführen. Dies führe zu einer Manipulation der Referendumsergebnisse zugunsten der Verfassungsbefürworter. Auch solle durch vorangegangene Entscheidungen Druck auf einzelne Parlamente ausgeübt werden. Als Beispiele wurden das frühe Referendum in Spanien nach entsprechend günstigen Umfragen und der Versuch genannt, dem französischen Referendum durch das deutsche Beispiel rechtzeitig den „nötigen Schub“ zu geben.
In den Ländern, wo der Verfassungsvertrag bereits früh und ohne Referendum ratifiziert wurde – darunter auch Deutschland – warfen Kritiker der Regierung vor, sie wolle eine intensivere öffentliche Diskussion verhindern. In vielen, jedoch nicht allen Mitgliedstaaten wurde auch die ungleiche finanzielle Unterstützung und Medienpräsenz von Verfassungsbefürwortern und Verfassungsgegnern bemängelt: So bekamen Befürworter in Frankreich vor dem Referendum nachweislich mehr Sendezeit eingeräumt.

### Kritik am Titel der Verfassung

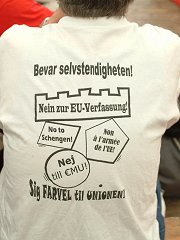
Vielsprachige Ablehnung der EU-Verfassung, des Euro, der Freizügigkeit (Schengen), der Verringerung der Macht der Nationalstaaten

Auch die Bezeichnung als „Verfassungsvertrag“ wurde teilweise angegriffen. Tatsächlich sollte der Name auch aus Sicht der Verfassungsbefürworter andeuten, dass die EU-Verfassung nicht ein einfacher Nachfolger ihrer rechtswirksamen Vorläufer (EU-Vertrag und EG-Vertrag) sei, sondern durch die Zusammenfassung aller bisherigen Verträge eine vollkommen neue Rechtsgrundlage für die EU schaffe. Kritisiert wurde jedoch, dass es sich nicht um eine Verfassung im üblichen Sinne handle, insbesondere da die EU weiterhin kein Staat sei, sondern sich ihre Souveränitätsrechte ausschließlich aus denen der Mitgliedstaaten ableiten sollten.
Dagegen wurde eingewandt, dass diese Kritik nur sprachlicher Natur sei, also auf der Denotation und Konnotation der Begriffe „Vertrag“ und „Verfassung“ beruhe. Auch der Vertrag von Maastricht und die darauf folgenden Verträge seien im rechtlichen Sinn die – nicht so betitelte – Verfassung der EU, da sie deren politisches System definierten und dem daraus abgeleiteten Sekundärrecht übergeordnet seien. Die Rechts- und Politikwissenschaft sowie auch der EuGH verwendeten daher bereits seit längerem den Begriff des „europäischen Verfassungsrechts“ oder der „europäischen Verfassungsverträge“.

### Vorwurf mangelnder sozialer Ausrichtung
Insbesondere aus dem politisch linken Spektrum wurde die mangelnde soziale Ausrichtung des Verfassungsvertrags kritisiert. So wurde der in der Verfassung vereinbarte Grundsatz der „offenen Marktwirtschaft mit freiem Wettbewerb“ (Art. III-177 VVE) angegriffen, mit dem sich die Verfassung in den Augen ihrer Kritiker auf eine „neoliberale“ Wirtschaftspolitik festlegte. Diese Wirtschaftspolitik und das Wirtschaftswachstum erhielten so den Rang von Verfassungszielen, während die Sozialpolitik kaum berücksichtigt werde. Diese Kritik wurde insbesondere in Frankreich geäußert und war einer der Gründe dafür, dass außer der Kommunistischen Partei auch der linke Flügel der Sozialisten den Verfassungsvertrag ablehnte. Gegen den Vorwurf wurde eingewandt, dass die Europäische Gemeinschaft seit jeher auf das Zusammenwachsen der Mitgliedstaaten durch Wirtschaftspolitik aufgebaut sei und es sich bei Art. III-177 VVE um die wortwörtliche Übernahme aus dem alten Vertragswerk handele. Außerdem lege Art. I-3 VVE ausdrücklich die „soziale Marktwirtschaft“ sowie „soziale Gerechtigkeit und sozialen Schutz“ als Verfassungsziele fest.
Auch die Charta der Grundrechte erschien linksgerichteten Kritikern als nicht weitgehend genug, da die darin enthaltenen sozialen Rechte lediglich als allgemeine Grundsätze zu betrachten seien. Da sie nicht einklagbar sein sollten, wäre ein wesentlicher Teil der Charta letztlich folgenlos geblieben. Kritisiert wurde auch das Fehlen einer Klausel zur Sozialpflichtigkeit von Eigentum, wie sie etwa im deutschen Grundgesetz enthalten ist (Art. 14 Abs. 2 GG). Die Formulierung in Art. II-77 VVE, der das Eigentumsrecht regelt, sei dagegen weitaus allgemeiner gehalten.
Inhaltlich genau entgegengesetzt war die Kritik, die von konservativer Seite an den sozialen Rechten in der Charta geäußert wurde: So wurde unter anderem das Recht zu arbeiten angegriffen, das Art. II-75 VVE vorsah und in dem etwa Teile der deutschen CSU ein „Relikt der DDR-Verfassung“ sahen.

### Vorwurf der unzureichenden Demokratisierung
Weiterhin wurde von linker und liberaler Seite sowie von den europäischen Föderalisten kritisiert, dass mit dem Verfassungsvertrag die Chance versäumt worden sei, das Demokratiedefizit der Europäischen Union zu überwinden. Trotz der neuen Kompetenzen des Europäischen Parlaments durch die Ausweitung des ordentlichen Gesetzgebungsverfahrens würden wichtige Fragen weiterhin allein intergouvernemental im Rat der EU oder im Europäischen Rat entschieden. Im Vergleich mit den übrigen EU-Institutionen würde das Europaparlament noch immer weniger Kompetenzen haben als etwa ein Parlament im nationalstaatlichen Rahmen.

### Vorwurf der Bildung eines europäischen Superstaates
Dem Vorwurf unzureichender Kompetenzen für das Europäische Parlament entgegengesetzt war die Kritik, die insbesondere von konservativen Europakritikern in Großbritannien, aber auch in einigen mittel- und osteuropäischen Ländern geäußert wurde. Demzufolge würde mit der Verfassung durch die Aufgabe nationalstaatlicher Souveränität und den Verlust von Vetomöglichkeiten im Rat der EU ein europäischer „Superstaat“ geschaffen, der regionale Traditionen gefährde. Kritisiert wurden dabei auch rein symbolische Bestandteile des Vertrags, etwa die Bezeichnung als Verfassung, die Festlegung der Symbole der EU oder die Umbenennung der EG-Verordnungen und -Richtlinien in „Europäische Gesetze“ und „Europäische Rahmengesetze“.

### Vorwurf der Militarisierung

Plakat: EU-Verfassung als Schritt zur Militarisierung.

Vor allem aus dem politisch linken Spektrum wurde der Vorwurf erhoben, die Verfassung bewirke durch die Ausweitung der Gemeinsamen Sicherheits- und Verteidigungspolitik eine Militarisierung der EU. Besonders umstritten war ein Passus in Art. I-41 VVE, dem zufolge sich die Mitgliedstaaten verpflichteten, „ihre militärischen Fähigkeiten schrittweise zu verbessern“, worin Kritiker eine Verpflichtung zur Aufrüstung sehen. Außerdem werden die Kompetenzen der neu zu gründenden Europäischen Verteidigungsagentur, etwa bei der Ermittlung des Rüstungsbedarfs, kritisiert. Auch die mangelnden Kompetenzen des Europäischen Parlaments (das nach Art. III-304 VVE zu militärischen Aktionen der EU zwar Fragen stellen, aber anders als etwa der Bundestag in Deutschland, keine Entscheidungen sollte treffen dürfen) und des Europäischen Gerichtshofs (der nach Art. III-376 VVE nicht für die Überprüfung militärischer Aktionen der EU zuständig sein sollte) wurden kritisiert.

### Kritik am fehlenden Gottesbezug
Von konservativer Seite wurde der fehlende Bezug des Verfassungsentwurfs auf die christlichen Wurzeln Europas kritisiert. Die Forderung nach einem Gottesbezug in der Präambel der Verfassung, die vor allem katholisch geprägte Länder wie Polen, Irland und Italien vertreten hatten, wurde auch von der römisch-katholischen Kirche und dem Rat der Evangelischen Kirche in Deutschland (EKD) bekräftigt. Dagegen hatte Frankreich, das traditionell großen Wert auf die Trennung von Kirche und Staat legt, eine Aufnahme des Gottesbezugs in die Präambel abgelehnt und eine Kompromissformulierung durchgesetzt, die nur allgemein auf die „kulturellen, religiösen und humanistischen Überlieferungen Europas“ Bezug nimmt. Dagegen konnte die Amsterdamer Kirchenerklärung (Erklärung Nr. 11: Erklärung zum Status der Kirchen und weltanschaulichen Gemeinschaften) mit Art. I-52 VVE in eine primärrechtliche Bestimmung überführt werden.

## Zeittafel der Europäischen Verträge
| Unterz. In Kraft Vertrag                    | 1948 Brüsseler Pakt                                               | 1951 1952 Paris                                                   | 1954 1955 Pariser Verträge                      | 1957 1958 Rom                                       | 1965 1967 Fusions- vertrag                          | 1986 1987 Einheitliche Europäische Akte | 1992 1993 Maastricht     | 1992 1993 Maastricht          | 1997 1999 Amsterdam           | 2001 2003 Nizza        | 2001 2003 Nizza | 2007 2009 Lissabon |  |  |  |  |  |  |  |  |  |
|                                             |                                                                   |                                                                   |                                                 |                                                     |                                                     |                                         |                          |                               |                               |                        |                 |                    |  |  |  |  |  |  |  |  |  |
| Europäische Gemeinschaften                  | Europäische Gemeinschaften                                        | Drei Säulen der Europäischen Union                                | Drei Säulen der Europäischen Union              | Drei Säulen der Europäischen Union                  | Drei Säulen der Europäischen Union                  | Drei Säulen der Europäischen Union      |                          |                               |                               |                        |                 |                    |  |  |  |  |  |  |  |  |  |
|                                             | Europäische Atomgemeinschaft (Euratom)                            | Europäische Atomgemeinschaft (Euratom)                            | →                                               |                                                     |                                                     |                                         | ←                        |                               |                               |                        |                 |                    |  |  |  |  |  |  |  |  |  |
|                                             |                                                                   |                                                                   | →                                               | Europäische Gemeinschaft für Kohle und Stahl (EGKS) | Europäische Gemeinschaft für Kohle und Stahl (EGKS) | Vertrag 2002 ausgelaufen                | Vertrag 2002 ausgelaufen |                               | Europäische Union (EU)        | Europäische Union (EU) |                 |                    |  |  |  |  |  |  |  |  |  |
|                                             |                                                                   |                                                                   | →                                               | Europäische Wirtschaftsgemeinschaft (EWG)           | Europäische Wirtschaftsgemeinschaft (EWG)           |                                         | ←                        | Europäische Gemeinschaft (EG) | Europäische Gemeinschaft (EG) | Europäische Union (EU) |                 |                    |  |  |  |  |  |  |  |  |  |
|                                             |                                                                   |                                                                   | →                                               | Justiz und Inneres (JI)                             |                                                     |                                         | ←                        | Europäische Gemeinschaft (EG) | Europäische Gemeinschaft (EG) | Europäische Union (EU) |                 |                    |  |  |  |  |  |  |  |  |  |
|                                             | Polizeiliche und justizielle Zusammenarbeit in Strafsachen (PJZS) | Polizeiliche und justizielle Zusammenarbeit in Strafsachen (PJZS) | →                                               | Justiz und Inneres (JI)                             | ←                                                   |                                         |                          |                               |                               | Europäische Union (EU) |                 |                    |  |  |  |  |  |  |  |  |  |
| Europäische Politische Zusammenarbeit (EPZ) | →                                                                 | Gemeinsame Außen- und Sicherheitspolitik (GASP)                   | Gemeinsame Außen- und Sicherheitspolitik (GASP) | Gemeinsame Außen- und Sicherheitspolitik (GASP)     | ←                                                   |                                         |                          |                               |                               | Europäische Union (EU) |                 |                    |  |  |  |  |  |  |  |  |  |
| Westunion (WU)                              | Westunion (WU)                                                    | Westeuropäische Union (WEU)                                       | Westeuropäische Union (WEU)                     | Westeuropäische Union (WEU)                         | Westeuropäische Union (WEU)                         |                                         |                          |                               |                               | Europäische Union (EU) |                 |                    |  |  |  |  |  |  |  |  |  |
| Westunion (WU)                              | Westunion (WU)                                                    | Westeuropäische Union (WEU)                                       | Westeuropäische Union (WEU)                     | Westeuropäische Union (WEU)                         | Westeuropäische Union (WEU)                         | aufgelöst zum 1. Juli 2011              |                          |                               |                               |                        |                 |                    |  |  |  |  |  |  |  |  |  |
|                                             |                                                                   |                                                                   |                                                 |                                                     |                                                     |                                         |                          |                               |                               |                        |                 |                    |  |  |  |  |  |  |  |  |  |